# داريل ديفيس
داريل ديفيس (بالإنجليزية: Daryl Davis)‏ هو عازف بيانو أمريكي، ولد في القرن العشرين في شيكاغو في الولايات المتحدة.

## وصلات خارجية
- الموقع الرسمي
- داريل ديفيس على موقع IMDb (الإنجليزية)
- داريل ديفيس على موقع أول ميوزيك (الإنجليزية)
- داريل ديفيس على موقع قاعدة بيانات الفيلم (الإنجليزية)